# Saint-Sauveur-Gouvernet
Saint-Sauveur-Gouvernet è un comune francese di 218 abitanti situato nel dipartimento della Drôme della regione dell'Alvernia-Rodano-Alpi.

## Società

### Evoluzione demografica
Abitanti censiti